# Anderson (Lauderdale County, Alabama)
|  | Dieser Artikel wurde aufgrund von inhaltlichen Mängeln auf der Qualitätssicherungsseite des Projektes USA eingetragen. Hilf mit, die Qualität dieses Artikels auf ein akzeptables Niveau zu bringen, und beteilige dich an der Diskussion! Eine nähere Beschreibung der zu behebenden Mängel fehlt. |

Anderson ist ein Ort im Lauderdale County im US-Bundesstaat Alabama. Das U.S. Census Bureau ermittelte bei der Volkszählung 2020 eine Einwohnerzahl von 254.

## Geographie
Der 3,3 km² große Ort liegt im Nordosten Alabamas im Süden der Vereinigten Staaten, etwa sechs Kilometer südlich der Grenze zu Tennessee.

## Geschichte
Der Ort entstand 1825 als Andersons Creek, benannt nach dem Siedler Samuel Anderson, der hier Getreidemühlen erbaute. 1860 erfolgte die Umbenennung in Anderson, im gleichen Jahr erhielt der Ort ein Postamt.

## Verkehr
Anderson wird in Nord-Süd-Ausrichtung von der Alabama State Route 207 durchquert. Etwa 5 Kilometer südlich des Ortes verläuft der U.S. Highway 72.

## Demographie
Nach der Volkszählung aus dem Jahr 2000 hatte Anderson 354 Einwohner, 148 Haushalte und 107 Familien. Die Bevölkerungsdichte betrug 106 Einwohner/km². 99,15 % der Bevölkerung waren weiß. In 35,1 % der Haushalte lebten Kinder unter 18 Jahren. Das Durchschnittseinkommen betrug 26.750 Dollar, wobei 13,7 % unter der Armutsgrenze lebten.

## Persönlichkeiten
- Hugh P. Harris (1909–1979), Vier-Sterne-General der United States Army